# アメリカン・ハッスル
『アメリカン・ハッスル』（American Hustle）は、デヴィッド・O・ラッセル監督による2013年のアメリカ合衆国のドラマ映画。1970年代にアトランティックシティで起きた収賄スキャンダル「アブスキャム事件」を基に、ラッセルと エリック・ウォーレン・シンガーが脚本を執筆した。主人公アーヴィンのモデルはメル・ワインバーグという実在の詐欺師。出演はクリスチャン・ベール、ブラッドリー・クーパー、エイミー・アダムス、ジェレミー・レナー、ジェニファー・ローレンス等。第86回アカデミー賞においては、作品賞・監督賞をふくむ10部門でノミネートされたが無冠に終わった。2013年のハリウッド映画祭では美術賞、衣裳デザイン賞、第79回ニューヨーク映画批評家協会賞では作品賞と脚本賞、ジェニファー・ローレンスが助演女優賞を受賞した。ゴールデングローブ賞 映画部門 作品賞 (ミュージカル・コメディ部門)を受賞。

## キャスト
※括弧内は日本語吹替
- アーヴィン・ローゼンフェルド - クリスチャン・ベール（宮内敦士）

詐欺師。モデルはメル・ワインバーグ。
- リッチー・ディマーソ - ブラッドリー・クーパー（桐本琢也）

FBI捜査官。逮捕したアーヴィンとシドニーに司法取引で、おとり捜査の協力を持ちかける。
- シドニー・プロッサー - エイミー・アダムス（中村千絵）

アーヴィンのビジネス・パートナーで愛人。
- カーマイン・ポリート - ジェレミー・レナー（坂詰貴之）

ニュージャージー州の市長。おとり捜査の標的。モデルはアンジェロ・エリチェッティ市長。
- ロザリン・ローゼンフェルド - ジェニファー・ローレンス（東條加那子）

アーヴィンの妻。
- ヴィクター・テレジオ - ロバート・デ・ニーロ（堀勝之祐）
- ストッダード・ソーセン - ルイ・C・K（田原正治）
- パコ・ヘルナンデス - マイケル・ペーニャ（佐々木啓夫）
- カール・エルウェイ - シェー・ウィガム
- ピート・ムセイン - ジャック・ヒューストン（櫻井トオル）
- ドリー・ポリート - エリザベス・ローム（根本圭子）
- アディー・エイブラムス - エリカ・マクダーモット（英語版）
- サブリナ - メリッサ・マクミーキン
- ブレンダ - コリーン・キャンプ（品田美穂）
- アンソニー・アマド - アレッサンドロ・ニヴォラ（野沢聡）
- アルフォンス・シモーン - ポール・ハーマン（英語版）
- コスモ・ガール - ドーン・オリヴィエリ（英語版）
- フランシス・ポリート - トーマス・マシューズ
- FBI捜査官 - ボー・クリアリー
- 歌手 - ジャック・ジョーンズ ※「I've Got Your Number」で、サウンドトラックにも参加

## 製作
元々「American Bullshit」と題されていたエリック・ウォーレン・シンガーのこの脚本は、2010年にブラックリストで8位となっていた。ソニー・ピクチャーズは当初、監督にはベン・アフレックを構想していたが、最終的にデヴィッド・O・ラッセルと契約した。
主要撮影はマサチューセッツ州ボストンとニューヨークで2ヶ月にわたって行われた。撮影は2013年4月に発生したボストンマラソン爆弾テロ事件の影響により一時中断された。

## 公開
2013年7月31日にティーザー予告が公開。
2013年12月13日に北米で限定公開された後、12月25日に拡大公開された。

## 評価
批評家のレビュー集積批評サイトRotten Tomatoesには、249件のレビューがあり支持率は93％、平均点は10点満点中8.2点となっている。監督の演出から美術・音楽・演技・脚本に至るまで惜しみない賞賛を受けているが、特に、ジェニファー・ローレンスの演技は高く評価されている。
『ローリング・ストーン』のピーター・トラヴァースは4つ星のうち3つ星半を与え、「本作は2013年のベスト映画の一つである。スピード感がある一方で、心に強く響いてくる。」と評した。